# Marcel Dries
Marcel Henricus Dries (Berchem, 19 september 1929 — 27 september 2011) was een Belgisch voormalig voetballer die eerst speelde als aanvaller en nadien doorbrak als verdediger. Hij voetbalde in Eerste klasse bij Berchem Sport en Union Sint-Gillis en speelde 31 wedstrijden met het Belgisch voetbalelftal.

## Loopbaan

### Clubverband
Marcel Dries was de zoon van Léopold Dries, een voetballer die actief was bij Berchem Sport en het bracht tot Rode Duivel. De jonge Dries sloot zich als jeugdspeler aan bij dezelfde club en doorliep er de jeugdreeksen. In 1947 debuteerde hij als aanvaller in het eerste elftal van de ploeg. Dries veroverde er al spoedig een basisplaats en werd met de ploeg in 1949, 1950 en 1951 vice-kampioen in Eerste klasse. Vanaf 1952 schoolde hij zich om tot linksback, een positie die hij tot op het einde van zijn loopbaan zou behouden. Hij bleef bij Berchem spelen tot in 1960, het moment dat de ploeg degradeerde naar Tweede klasse.
Vervolgens trok Dries naar Union Sint-Gillis en speelde er drie seizoenen totdat ook Union in 1963 degradeerde uit de hoogste afdeling. In totaal speelde Dries 352 wedstrijden en scoorde hij 36 doelpunten in Eerste klasse.
In 1963 ging Dries naar Stade Kortrijk dat net gepromoveerd was naar Vierde klasse. Hij bleef er nog drie seizoenen voetballen tot in 1966 toen hij een punt zette achter zijn spelersloopbaan. Dries bleef nadien tot aan zijn overlijden een vaste bezoeker van de wedstrijden van zijn oorspronkelijke club Berchem Sport.

### Rode Duivel
Tussen 1953 en 1959 speelde Dries 31 wedstrijden voor het Belgisch voetbalelftal als linksback. Op het Wereldkampioenschap voetbal 1954 in Zwitserland speelde hij twee wedstrijden in de nationale ploeg.